# Movimiento de Acción Popular Unitaria
Die Bewegung der Unitaren Volksaktion, Abkürzung MAPU (Spanisch Movimiento de Acción Popular Unitaria) war eine linke Partei in Chile. Die Partei wurde am 19. Mai 1969 als linkschristliche Partei gegründet und war Teil des Regierungsbündnisses Unidad Popular (1970–1973). Während Augusto Pinochets Herrschaft wurden die Mitglieder der MAPU Repressalien unterworfen. Manche Mitglieder der Bewegung schlossen sich 1987 dem Partido por la Democracia an, die als eine legale Ersatzorganisation für gemäßigte Sozialisten gegründet wurde. 

## Gründung und Geschichte
Die MAPU entstand als eine Splittergruppe des linken Flügels der Christlichdemokratischen Partei, als diese die Regierungsmacht innehatte (Eduardo Frei Montalva wurde 1964 zum Präsidenten gewählt). Viele Parteimitglieder, insbesondere Mitglieder der christdemokratischen Jugendorganisation, waren mit der Politik der Regierung, die sie für pro-US-amerikanisch und proimperialistisch hielten, unzufrieden. Linke und linksradikale Christdemokraten, darunter Jacques Chonchol, Enrique Correa, Rafael Agustín Gumucio, Óscar Guillermo Garretón, bildeten eine neue Partei und schlossen sich der Unidad Popular an. Jacques Chonchol, der bei weitem bekannteste Politiker der MAPU, war schon Minister im Kabinett von Eduardo Frei gewesen und wurde Landwirtschaftsminister unter Allende und somit zuständig für die Bodenreform, die zusammen mit der Enteignung von Industrien die wichtigste politische Maßnahme der Allende-Regierung war. Zuerst war die ideologische Ausrichtung der Partei nicht klar bestimmt (einige Parteimitglieder verstanden sich als Vertreter der Befreiungstheologie, andere erklärten sich zu Marxisten-Leninisten). Im Verlauf der Zeit rückte sich die Partei immer mehr nach links. Der Parteiführung wurde von ihren Verbündeten Salvador Allende und Fidel Castro (dem eine MAPU-Delegation 1972 in Kuba begegnete) empfohlen, sich nicht offiziell zum Marxismus bekennen, da es in Chile schon marxistische Parteien gab und eine feste linkschristliche Partei für das Regierungslager dienlicher wäre, um eine „christliche Nische“ zu beanspruchen. 

### Spaltungen und Verbot
Die Parteiführer der MAPU, insbesondere Eduardo Aquevedo, der zugleich sowjetkritisch war, übersahen diese Ratschläge. So bekannte sich die Partei 1972 offiziell zum Marxismus-Leninismus. Die Partei förderte allerdings einen unabhängigen Marxismus, war durch die Befreiungstheologie beeinflusst, unterstützte die Blockfreien-Bewegung und einige ihrer Politiker standen der Sowjetunion kritisch gegenüber. Als sich 1972 die Christlichdemokratische Partei wieder spaltete, verließen auch einige MAPU-Politiker, die mit dem marxistisch-leninistischen Kurs unzufrieden waren, um mit den PDC-Abtrünnigen eine eigene Partei, die Izquierda Cristiana, zu gründen (darunter Jacques Chonchol und Rafael Agustín Gumucio).
Am 7. März 1973 spaltete sich MAPU in zwei sich befehdende Fraktionen: die linksradikale MAPU von Óscar Guillermo Garretón und Eduardo Aquevedo, und die MAPU Obrero Campesino von Enrique Correa, die der kommunistischen Partei näher stand und dabei eine gemäßigtere, legalistische Linie unterstützte. Beide gehörten der Unidad-Popular-Koalition weiter an.
Wie weitere linke Parteien wurden die MAPU und die MAPU Obrero Campesino nach dem Militärputsch vom 11. September 1973 verboten.